# وستلند سی کینگ
وستلند دبلیواس-۶۱ سی کینگ(به انگلیسی: Westland Sea King) یک نسخه بریتانیایی از بالگرد آمریکایی سیکورسکی اس‌اچ-۳ سی کینگ است که توسط وستلند هلیکوپترز ساخته شده‌است. این هواپیما با موتورهای رولز-رویس گنوم (برگرفته از جنرال الکتریک تی۵۸ ایالات متحده)، سیستم‌های جنگ ضد زیردریایی ساخت بریتانیا و یک سیستم کنترل پرواز کاملاً کامپیوتری، تفاوت قابل توجهی با نسخه آمریکایی دارد. سی کینگ در اصل برای انجام ماموریت‌های جنگ ضدزیردریایی (ASW) طراحی شده بود. یک نوع سی کینگ معروف به کماندو توسط وستلند ابداع شد تا به عنوان بالگرد ترابری برای جابجایی نیرو عمل کند.
در خدمت بریتانیا، وستلند سی کینگ طیف وسیعی از خدمات را هم در نیروی دریایی سلطنتی و هم در نیروی هوایی سلطنتی ارائه کرد. علاوه بر استفاده در جنگ‌هایی نظیر جنگ فالکلند، جنگ خلیج فارس، جنگ بوسنی، جنگ عراق جنگ افغانستان، سی کینگ احتمالاً به عنوان یک بالگرد جستجو و نجات نیروی دریایی سلطنتی (رنگبندی قرمز و خاکستری) و بالگرد نیروی جستجو و نجات RAF (رنگبندی زرد) نیز شناخته می‌شود. همچنین سی کینگ برای برآورده کردن نیازهای نیروی دریایی سلطنتی برای یک پلتفرم هشدار اولیه هوابردِ مستقر در کشتی، سازگار شده بود.
در ۲۶ سپتامبر ۲۰۱۸، آخرین نوع سی کینگ باقی مانده در خدمات نیروی دریایی سلطنتی بازنشسته شد. اکثر کاربران، سی کینگ را با بالگردهای مدرن‌تری مانند ان‌اچ‌اینداستریز ان‌اچ۹۰ و آگوستاوستلند ای‌دابلیو۱۰۱ جایگزین کرده‌اند یا در حال برنامه ریزی برای جایگزینی آن هستند. شرکت هلی اوپریشنز به استفاده از دو سی کینگ نسخه Mk 5 مستقر در پایگاه RNAS پورتلند ادامه می‌دهد و خلبانان نیروی دریایی آلمان را آموزش می‌دهد.

## طراحی و توسعه
Westland Sea King HAS.1 در حال بلند کردن یک Whirlwind Westland HAS.7 در نزدیکی RNAS Culdrose، 1971
هلیکوپترهای Westland، که با Sikorsky Aircraft یک قرارداد مجوز طولانی مدت برای ساختن هلیکوپترهای Sikorsky داشت، مدت کوتاهی پس از اولین پرواز Sea King در سال 1969، قرارداد را برای پوشش Sikorsky SH-3 Sea King تمدید کرد. Westland به طور مستقل توسعه Sea King را انجام داد و بخش قابل توجهی از قطعات را از تامین کنندگان بریتانیایی ادغام کرد. تغییرات کلیدی شامل استفاده از یک جفت موتور توربوشفت رولزرویس گنوم و اجرای سیستم کنترل پرواز خودکار است.در این مورد، نویسندگان جیم تورن و جرالد فراولی بیان کردند که: "علیرغم ظاهر، Westland's Sea King هواپیمای بسیار متفاوت از Sikorsky است". بسیاری از تفاوت‌های بین پادشاه دریای ساخت وستلند و هلیکوپتر اصلی در نتیجه دکترین عملیاتی متفاوت بود. در حالی که قرار بود کشتی‌های دریایی ایالات متحده تحت کنترل تاکتیکی ناوهایی باشند که از آنجا عملیات می‌کردند، نیروی دریایی سلطنتی قصد داشت هلیکوپترهای خود را بسیار خودمختارتر کنند، قادر به عملیات به تنهایی یا هماهنگی با سایر هواپیماها یا کشتی‌های سطحی باشند. این منجر به ترتیب متفاوتی از خدمه شد، با کنترل عملیات توسط یک ناظر به جای خلبان، و همچنین نصب یک رادار جستجو.

## کاربران
مصر
- نیروی هوایی مصر[۴]

 آلمان
- نیروی دریایی آلمان[۵]

 هند
- ازوی هوایی نیروی دریایی هند[۵]

 نروژ
- نیروی هوایی پادشاهی نروژ[۵]

 پاکستان
- نیروی دریایی پاکستان[۵]

 بریتانیا
- هلی‌اوپریشنز – دو فروند عملیاتی برای آموزش خدمه نیروی دریایی آلمان[۲][۶]

### کاربران سابق
استرالیا
- نیروی دریایی سلطنتی استرالیا[۷]

 بلژیک
- نیروی هوایی بلژیک – بازنشسته شده در ۲۰۱۹[۴][۸]

 قطر
- نیروی هوایی قطر[۵] در ژوئیه ۲۰۲۱ به پاکستان اهدا شد..[نیازمند منبع]

 بریتانیا
- نیروی هوایی سلطنتی بریتانیا – بازنشسته شده در ۲۰۱۵[۵]
- نیروی دریایی پادشاهی بریتانیا – بازنشسته شده در ۲۰۱۸[۹]

## مشخصات فنی (سی کینگ HAS.5)
داده‌ها از Omnifarious Sea King
ویژگی‌های عمومی
- خدمه: ۲–۴
- طول: ۵۵ فوت ۱۰ اینچ (۱۷٫۰۲ متر) [۱۱]
- ارتفاع: ۱۶ فوت ۱۰ اینچ (۵٫۱۳ متر)
- وزن خالی: ۱۴٬۰۵۱ پوند (۶٬۳۷۳ کیلوگرم)
- وزن ناخالص: ۲۱٬۰۰۰ پوند (۹٬۵۲۵ کیلوگرم)
- بیشترین وزن برخاست: ۲۱٬۴۰۰ پوند (۹٬۷۰۷ کیلوگرم)
- پیشرانه: ۲ عدد موتور توربوشفت رولز-رویس گنوم, ۱٬۶۶۰ اسب بخار کوتاه (۱٬۲۴۰ کیلووات)  در هر موتور
- قطر روتور اصلی:  ۶۲ فوت ۰ اینچ (۱۸٫۹۰ متر)
- مساحت روتور اصلی: ۳٬۰۲۰ فوت مربع (۲۸۱ متر مربع) * بخش تیغه: NACA 0012[۱۲]

عملکرد
- سرعت کروز: ۱۱۲ گره (۱۲۹ مایل بر ساعت، ۲۰۷ کیلومتر بر ساعت) (حداکثر کروز در سطح دریا)
- بُرد: ۶۶۴ مایل دریایی (۷۶۴ مایل، ۱٬۲۳۰ کیلومتر)
- نرخ صعود: ۲٬۰۲۰ فوت بر دقیقه (۱۰٫۳ متر بر ثانیه)

تسلیحات

- ۴× Mark 44, Mark 46 یا Sting Ray torpedoes, یا ۴× خرج عمقی
- امکان نصب یک مسلسل بر روی در - کالیبرهای مختلف قابل نصب

## همچنین ببینید
توسعه مرتبط
- سیکورسکی سی‌اچ-۱۲۴ سی کینگ
- سیکورسکی اس‌اچ-۳ سی کینگ

بالگردهای با عملکرد، پیکربندی و یا دوره زمانی مشابه
- آگوستاوستلند ای‌دابلیو۱۰۱
- میل می-۱۴
- سیکورسکی یواچ-۶۰ بلک هاوک

### کتابشناسی - فهرست کتب
- Allen, Patrick. Sea King. London: Airlife, 1993. شابک ‎۱−۸۵۳۱۰−۳۲۴−۱.
- Armistead, Leigh and Edwin Armistead. Awacs and Hawkeyes: The Complete History of Airborne Early Warning Aircraft. St Paul, Minnesota: Zenith Imprint, 2002. شابک ‎۰−۷۶۰۳−۱۱۴۰−۴.
- Baker, A.D. The Naval Institute Guide to Combat Fleets of the World 1998–1999. Annapolis, Maryland, US: Naval Institute Press, 1998. شابک ‎۱−۵۵۷۵۰−۱۱۱−۴.
- Bilgrami, S. J. R. Dynamics of Sanctions in World Affairs. Bourne, Lincolnshire, UK: Atlantic Publishers, 2004. شابک ‎۸۱−۲۶۹−۰۳۱۳−۹.
- Bud, Robert and Philip Gummett. Cold War, Hot Science: Applied Research in Britain's Defence Laboratories, 1945–1990. London: NMSI Trading, 2002. شابک ‎۱−۹۰۰۷۴۷−۴۷−۲.
- Burden, Rodney A. , Michael A. Draper, Douglas A. Rough, Colin A. Smith and David Wilton. Falklands: The Air War. Twickenham, UK: British Aviation Research Group, 1986. شابک ‎۰−۹۰۶۳۳۹−۰۵−۷.
- Byers, R.B. The Denuclearisation of the Oceans. London: Taylor & Francis, 1986. شابک ‎۰−۷۰۹۹−۳۹۳۶−۱.
- Carrara, Dino. "Sea Kings to the Rescue". Air International, Vol. 77, No. 6, December 2009, pp.  78–82. ISSN 0306-5634.
- Chant, Christopher. Air War in the Falklands 1982. Oxford, UK: Osprey Publishing, 2001. شابک ‎۱−۸۴۱۷۶−۲۹۳−۸.
- Chant, Christopher. A Compendium of Armaments and Military Hardware. London: Routledge, 1988. شابک ‎۰−۷۱۰۲−۰۷۲۰−۴.
- Chartres, John. Westland Sea King: Modern Combat Aircraft 18. Surrey, UK: Ian Allan, 1984. شابک ‎۰−۷۱۱۰−۱۳۹۴−۲.
- Chesneau, Roger. Aeroguide 10: Westland Sea King HAR Mk 3. Essex, UK: Linewrights, 1985. شابک ‎۰−۹۴۶۹۵۸−۰۹−۲.
- Donald, David. , Christopher Chant. Air War in the Gulf 1991. Oxford, UK: Osprey Publishing, 2001. شابک ‎۱−۸۴۱۷۶−۲۹۵−۴.
- Eden, Paul, ed. (2006-06-01). The Encyclopedia of Modern Military Aircraft. London: Amber Books, 2004. ISBN 1-904687-84-9.
- Ellis, Ken. Wrecks & Relics 22nd edition. Manchester, UK: Crecy Publishing, 2010. شابک ‎۹۷۸−۰−۸۵۹۷۹−۱۵۰−۲.
- Freedman, Lawrence. The Official History of the Falklands Campaign: War and diplomacy. London: Routledge, 2005. شابک ‎۰−۷۱۴۶−۵۲۰۷−۵.
- Fricker, John. "Pakistan's Naval Air Power". Air International, Vol. 40 No. 6. June 1991. pp.  297–301. ISSN 0306-5634.
- Gibbings, David. Sea King: 21 years Service with the Royal Navy. Yeovilton, Somerset, UK: Society of Friends of the Fleet Air Arm Museum, 1990. شابک ‎۰−۹۵۱۳۱۳۹−۱−۶.
- Gillett, Ross. Australia's Armed Forces of the Eighties. Brookvale, New South Wales, Australia: Child & Henry, 1986. شابک ‎۰−۸۶۷۷۷−۰۸۱−۳.
- Harding, Ian. "Going Strong at 40". Air International, Vol. 92, No. 3, March 2017. pp.  84–87. ISSN 0306-5634.
- Hewish, Mark. Air Forces of the World: An Illustrated Directory of All the World's Military Air Powers. New York: Simon & Schuster, 1979. شابک ‎۰−۶۷۱−۲۵۰۸۶−۸.
- Hiranandani, G.M. Transition to Eminence: The Indian Navy 1976–1990. New Delhi, India: Lancer Publishers, 2005. شابک ‎۸۱−۷۰۶۲−۲۶۶−۲.
- Hiranandani, G.M. Transition to Guardianship: Indian Navy 1991–2000. New Delhi, India: Lancer Publishers, 2012. شابک ‎۱−۹۳۵۵۰۱−۲۶−۷.
- Hoyle, Craig. "World Air Forces Directory". Flight International, Vol 180 no. 5321, 13–19 December 2011. pp.  26–52. ISSN 0015-3710.
- Howard, Lee, Mick Burrow and Eric Myall. Fleet Air Arm Helicopters since 1943. Staplefield, Sussex, UK: Air-Britain, 2011. شابک ‎۹۷۸−۰−۸۵۱۳۰−۳۰۴−۸.
- James, Derek N. Westland Aircraft since 1915. London: Putnam, 1991. شابک ‎۰−۸۵۱۷۷−۸۴۷-X.
- Lake, Jon. "Westland Sea King: Variant Briefing". World Airpower Journal, Volume 25, Summer 1996, pp.  110–135. London: Aerospace Publishing. شابک ‎۹۷۸−۱−۸۷۴۰۲−۳۸۰−۷. ISSN 0959-7050.
- McGowen, Stanley S. Helicopters: An Illustrated History of their Impact. Santa Barbara, California: ABC-CLIO, 2005. شابک ‎۱−۸۵۱۰۹−۴۶۸−۷.
- Ripley, Tim. Conflict in the Balkans, 1991–2000. Oxford, UK: Osprey Publishing, 2001. شابک ‎۱−۸۴۱۷۶−۲۹۰−۳.
- The Royal Air Force Handbook: The Definitive MoD Guide. London: Conway, 2006. شابک ‎۱−۸۵۷۵۳−۳۸۴−۴.
- Singh, Pushpindar. "Sealand to Bear-Foxtrot...The History of India's Naval Air Arm: Part Two". Air International, Vol. 40 No. 1, January 1991. pp.  34–44. ISSN 0306-5634.
- Thorn, Jim and Gerard Frawley. International Directory of Military Aircraft 1996–1997. Fyshwick, Australian Capital Territory, Australia: Aerospace Publications, 1996. شابک ‎۱−۸۷۵۶۷۱−۲۰-X.
- Uttley, Matthew. Westland and the British Helicopter Industry, 1945–1960: Licensed Production versus Indigenous Innovation. London: Routledge, 2001. شابک ‎۰−۷۱۴۶−۵۱۹۴-X.
- "Westland's Multi-role Helicopter Family: Omnifarious Sea King". Air International, Vol. 20, No. 5, May 1981, pp.  215–221, 251–252. ISSN 0306-5634.